# Теодора Комнин (антиохијска)
Теодора Комнин (грчки: Θεοδώρα Κομνηνή) је била кнегиња Антиохије, друга жена Боемунда III (1163-1201).

## Биографија
Теодора је вероватно била ћерка Јована Комнина и Марије Таронитисе. Била је нећака византијског цара Манојла Комнина (1143-1180) који је и уговорио њен брак са кнезом Антиохије, Боемундом. Кнежевина Антиохија била је вазална држава Византијског царства. Манојло је умро 1180. године. Теодорин муж је заратио са Византијом. Због тога се развео од Теодоре и оженио Сибилом. Теодора је Боемунду родила троје деце: Констанцу (која је умрла млада), Филипу и Манојла (умро 1211). Теодорин други муж био је Валтер од Бетуна.